# Saiph
Saiph eller  Kappa Orionis (κ Orionis, förkortat Kappa Ori, κ Ori) är en ensam stjärna belägen i den sydöstra delen av stjärnbilden Orion. Den har en skenbar magnitud på 2,09 , är synlig för blotta ögat och den sjätte ljusaste stjärnan i stjärnbilden. Baserat på parallaxmätning inom Hipparcosuppdraget på ca 5,0 mas, beräknas den befinna sig på ett avstånd på ca 650 ljusår (ca 198 parsek) från solen. Magnituden hos stjärnan varierar något med 0,04 enheter.

## Nomenklatur
Kappa Orionis har det traditionella namnat Saiph, som kommer från det arabiska saif al jabbar, 'سیف الجبار', som betyder "jättens svärd". Namnet användes ursprungligen för Eta Orionis. I stjärnkatalogen i Al Achsasi al Mouakket-kalendern betecknades den med Rekbah al Jauza al Jemeniat, som översatts till latin som Genu Dextrum Gigantis, "jättens högra knä".
År 2016 organiserade Internationella astronomiska unionen en arbetsgrupp för stjärnnamn (WGSN) med uppgift att katalogisera och standardisera riktiga namn för stjärnor. WGSN fastställde namnet Saiph för Kappa Orionis i september 2016 och detta är nu inskrivet i IAU:s Catalog of Star Names.

## Egenskaper
Saiph är en blå till vit superjättestjärna av spektralklass B0.5 Ia, vilket anger att den har förbrukat förrådet av väte i dess kärna och utvecklats bort från huvudserien. Den har en massa som är ca 15 gånger större än solens massa, en radie som är ca 22 gånger större än solens och utsänder från dess fotosfär ca 57 gånger mera energi än solen vid en effektiv temperatur av ca 26 500 K.
Saiph har en stark stjärnvind och förlorar massa i en takt motsvarande 9,0 × 10-7 gånger solens massa per år, eller motsvarande en solmassa per 1,1 miljoner år. Stora stjärnor som Saiph (och många andra stjärnor i Orion) kommer att kollapsa och explodera som supernova.